# The Creator Of
The Creator Of (в оригинале пишется как THE CREATOR OF) — японская рок-группа, постоянно экспериментирующая со своим звуком и прошедшая эволюцию от панка и гранжа до смеси альтернативного рока и пост-рока. В начале карьеры в музыке коллектива прослеживалось заметное влияние гранжевого звучания Nirvana и психоделических ноток Grateful Dead. Впоследствии The Creator Of нашли своё собственное звучание, которое ярко выразилось на их втором студийном альбоме «IN RESERVOIR».

## История
The Creator Of возникли в 1994 году в следующем составе: Shigeyuki Suzuki — вокал и гитара; Sakamoto — бас и Umino — барабаны. Все они вместе учились в средних классах школы и были друзьями.
Но в 1996 Umino покидает группу и его заменяет новый барабанщик Shibuya.
И уже в июле 1998 группа выпускает свой дебютный мини-альбом под названием Grateful Days на лейбле Sony Music Entertainment Japan. Их дебют не прошел не замеченным и один из крупнейших рок-журналов Японии ‘ROCKIN’ ON JAPAN’ отметил новичков на своих страницах. Впоследствии они ещё не раз будут упоминаться на страницах этого издания.
Следующие 2 мини-альбома не заставили себя ждать, и в сентябре того же года выходит «Standing on the Sky», «Break Through the Sun» — в ноябре.
Активно выступая и записываясь, они выпускают в апреле 1999 свой первый сингл под названием «HEALTH».
И продолжая своё молниеносное наступление, в июне 1999 года трио выпускают свой первый полный альбом «Lost Summer Daze» все на том же лейбле Sony Music Entertainment Japan. Альбом включал песни с предыдущего сингла, а также новую версию одной из самых ярких песен группы под названием «偽神» (gishin). Впоследствии на неё они выпустят клип, выполненный в чёрно-белой гамме, так соответствующей содержанию песни и усиленной музыкальным сопровождением.
В феврале 2000 года группе выпадает честь открывать одно из выступлений уже широко известных тогда Slipknot в Shibuya Club Quattro в Токио. Это было первое турне Slipknot в Японии. И если посмотреть записи тех выступлений, можно сказать, что The Creator Of весьма достойно открыли выступление зарубежных гостей, в ряде моментов даже затмив их.
В марте 2000 года группа выпускает сплит ЕР вместе с довольно яркой японской металкор группой EDGE OF SPIRIT. Диск включает две песни — «RESET» и «寿命» (jumyou).
А в начале 2001 выходит их второй сингл «Again» со следующими треками «2», «Again» и «d». На два из них группа записывает видео.
В начале 2002 года лидер группы Shigeyuki Suzuki вместе с барабанщиком Shibuya организовывают сайд-проект под названием Resonance, ориентированный на техно-музыку. И в апреле выходит полный альбом «Therefore». Последний трек под названием «Therefore (four S Version)» был записан при участии всех оригинальных участников THE CREATOR OF — Shige, Sakamoto, Shibuya, а также их менеджера Sano. Этот инструментальный трек несомненно является одной из ярчайших композиций группы.
В октябре 2002 года выходит второй полный альбом под названием In Reservoir, уже под лейблом Nippon Crown.
Группа имеет ряд успешных выступлений в различных городах Японии, но преимущественно в Токио.
Но, несмотря на успех группы и их активное развитие, разногласия между членами группы начинают расти. В результате, группа приостанавливает свою деятельность и берет перерыв, который в итоге оказался весьма длительным, буквально вернув группу к начальной точке их развития.
Несмотря на возникшую паузу, члены группы продолжают свою творческую деятельность в других проектах.
Вокалист и гитарист Shige начинает свой сольный техно-проект Tco, который имеет некоторый успех на электронной сцене Японии, в результате чего, TCO принимает участие в одном из крупнейших опен-эйр фестивалей под названием NAGISA в октябре 2007 года. TCO принимает активное участие в различных мероприятиях, посвященных электронной музыке в Токио и Осаке, тем самым зарекомендовав себя весьма успешным проектом.
А в это время, барабанщик Shibuya, объединяясь с бывшим вокалистом The Mad Capsule Markets Kyono, собирают новую хардкор команду под названием THE CHUNK LEGEND, где Shibuya продолжает играть и сейчас.
В 2007 году The Creator Of возвращаются с новым релизом — третьим полным альбомом «Dust to Dust», включающим в себя некоторые переизданные треки, несколько ранее не издававшихся, а также записи живых выступлений группы. Однако это уже был сольный проект лидера группы Shigeyuki Suzuki.
В этом же году Shigeyuki Suzuki начинает ещё один сольный проект под названием Erimin5, музыка которого сочетает в себе элементы эмбиента, экспериментального рока и электроники.
И наконец, в 2009 году, на официальном сайте группы появляются первые анонсы концертных выступлений THE CREATOR OF. В данный момент, группа продолжает принимать участие во многих совместных концертах, радуя своих поклонников своими качественными и яркими шоу. Однако состав группы от выступления к выступлению меняется, за исключением бессменного лидера, гитариста и вокалиста Shigeyuki Suzuki.
В настоящее время членами группы также заявлены гитарист и басист Daisuke Takeda, а также Hiroki Furutani (известный как Kuroi Mori), сделавший несколько ремиксов на песни The Creator Of и совместно работающий с Shigeyuki Suzuki над собственными композициями.
Несмотря на сложную историю и столь долгий перерыв, группа не собирается сдаваться. И возможно вскоре нам удастся услышать их новые песни, и насладиться их неповторимым звучанием. The Creator Of несомненно являются одними из ярких представителей современной японской рок-сцены. Их стремительный взлет, а затем резкий уход в тень, создали множество препятствий на пути группы, но поддерживаемые своими верными поклонниками, они продолжают идти вперед.

## Дискография

### Студийные альбомы
| Года | Альбом                |
| ---- | --------------------- |
| 1998 | GRATEFUL DAYS         |
| 1998 | STANDING ON THE SKY   |
| 1998 | BREAK THROUGH THE SUN |
| 1999 | LOST SUMMER DAZE      |
| 2002 | IN RESERVOIR          |
| 2007 | Dust to Dust          |
| 2013 | LIGHT                 |

### Синглы и мини-альбомы
- «Health» (1999)
- «Rizla» (2000) сплит-EP с Edge of Spirit
- «Again» (2001)
- «Meet the forest» (2014) сплит с Neko Nine